# Северная территория
Северная территория (англ. Northern Territory) — субъект федерации в составе Австралии, на севере материковой части страны, статус чуть более низкий, чем у штата. Граничит с Западной Австралией на западе (по 129-му восточному меридиану), Южной Австралией на юге (по 26-й южной параллели) и Квинслендом на востоке (по 138-му восточному меридиану), включает в себя Землю Александры (название дано в 1862 году)..
С севера территория омывается Тиморским морем, Арафурским морем и заливом Карпентария. Обладая большой площадью (более 1 347 791 км², третья среди австралийских административно-территориальных единиц), территория редко заселена. Численность населения составляет 232 605 человек (2021), что является наименьшим среди восьми крупных австралийских штатов и территорий.

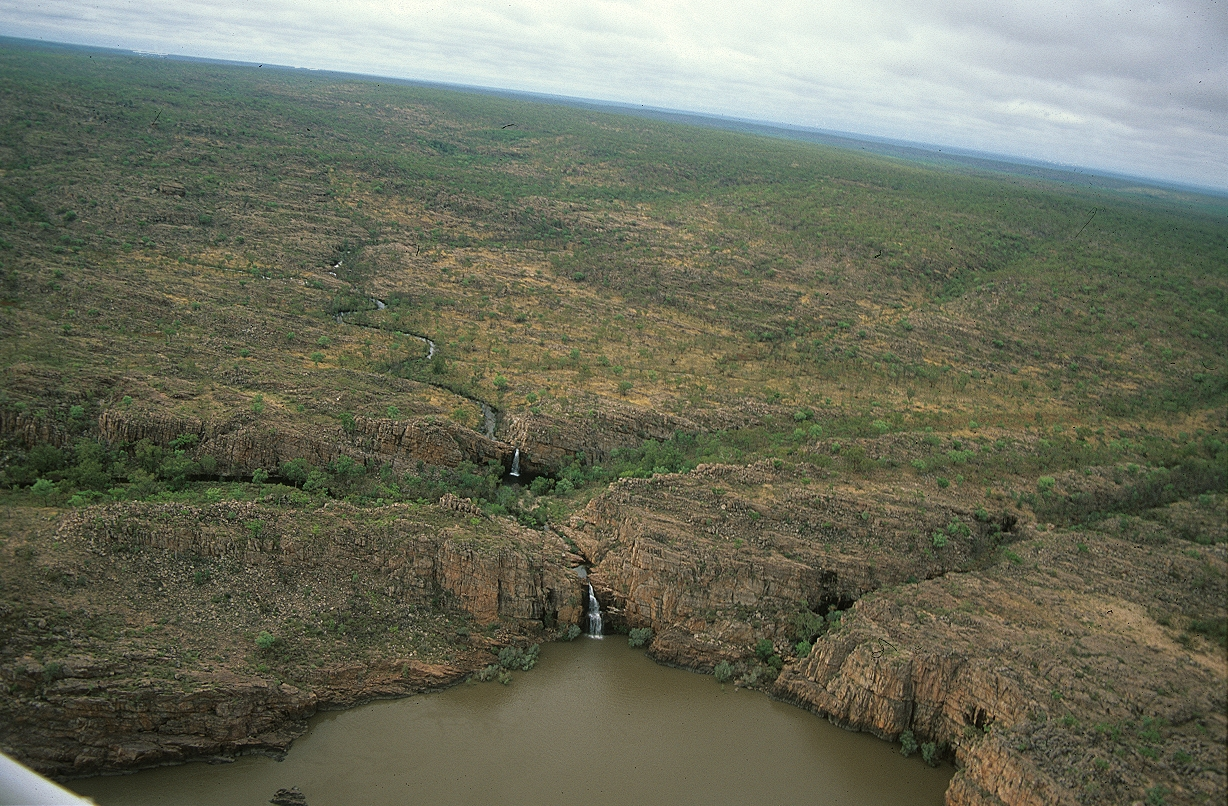
Национальный парк Нитмилук

 Заселение этого региона аборигенами началось более 40 тысяч лет назад. Побережье территории открыто было европейцами в XVII веке. Первыми из европейцев попытки основать поселение на побережье предприняли британцы в XIX веке, однако до основания порта Дарвин в 1869 году ни одна из них не увенчалась успехом. На сегодня основой экономики территории является туризм (Национальный парк Какаду на крайнем севере и национальный парк Улуру-Ката Тьюта с уникальной скалой Улуру в центральной Австралии) и добыча полезных ископаемых.
Столица и крупнейший город — Дарвин. Население в основном концентрируется не в прибрежных районах, а вдоль шоссе Стюарт. Другие крупные населённые пункты — Алис-Спрингс, Кэтрин, Нхулунбай, Теннант-Крик.
Жителей Северной территории часто называют просто территорийцами (англ. Territorians).

## География

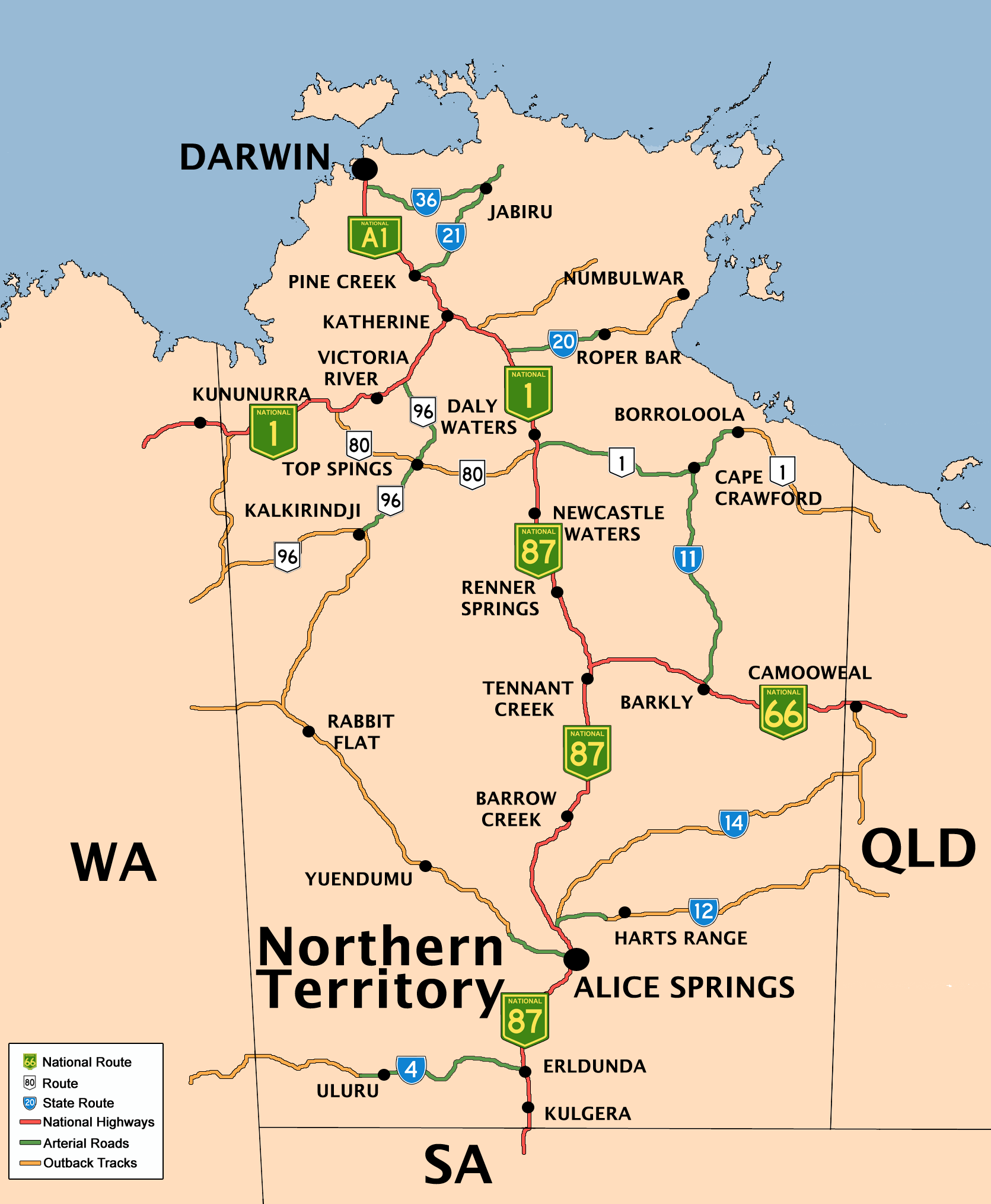
Населённые пункты и дорожная сеть Северной территории

Множество очень маленьких населённых пунктов разбросано по всей территории, однако крупные центры сконцентрированы вдоль шоссе Стюарт, единственной дороги с твёрдым покрытием, связывающей Дарвин с южной Австралией, называемой местными жителями просто «трасса».
В Северной территории расположены два эффектных естественных скальных образования, Улуру и Ката Тьюта, являющиеся священными для местных аборигенов и ставшие основными туристическими достопримечательностями.
В западной части территории находится Национальный парк Какаду, с болотистой территорией и дикими животными. На севере от него расположено Арафурское море, а на востоке — полуостров Арнем-Ленд, региональным центром которого является посёлок Манингрида, лежащий в дельте реки Ливерпуль. Речная сеть Северной территории достаточно развита и включает в себя следующие основные реки: Аллигатор, Дэйли, Финке, Макартур, Роупер, Тодд и Виктория.

### Климат
В Северной территории выделяются две климатические зоны.
В северной части, включая Дарвин, климат тропический с высокой влажностью и двумя сезонами, влажным (с ноября по апрель) и сухим (с мая по октябрь). В течение сухого сезона практически ежедневно тепло и солнечно, средняя влажность около 30 %. Редкие осадки выпадают с мая по сентябрь. Самые холодные месяцы — июнь и июль, когда температура днём может падать до 14 градусов по Цельсию, но редко ниже. Заморозков за всю историю наблюдений не отмечалось.
Влажный сезон ассоциируется с тропическими циклонами и муссонными дождями. Основная часть осадков выпадает с декабря по март, когда часто бывают грозы, а влажность достигает более 70 %. В среднем на севере выпадает более 1570 миллиметров осадков. Наибольший объём осадков приходится на северо-западное побережье, в среднем 1800—2100 миллиметров.
В центральном регионе климат полупустынный, незначительные дожди обычно идут в течение самых жарких месяцев с октября по март. Среднегодовой уровень осадков не превышает 250 миллиметров.
Максимальная температура 48,3 градуса по Цельсию была зарегистрирована в Апутуле 1 и 2 января 1960 года. Минимальная температура −7,5 градусов по Цельсию была зарегистрирована в Алис-Спрингс 12 июля 1976 года.

## История
Австралийские аборигены проживают на землях нынешней Северной территории в течение 40 тысяч лет. Активные торговые связи между ними и народами нынешней Индонезии прослеживаются как минимум в течение 5 столетий.
Из первых четырёх попыток британцев основать поселение в суровом климате северного побережья три закончились неудачей из-за голода и отчаянья поселенцев. С 1825 по 1863 годы Северная территория была частью колонии Новый Южный Уэльс, за исключением короткого промежутка времени с февраля по декабрь 1846 года, когда она входила в состав колонии Северная Австралия. С 1863 по 1911 годы территория входила в состав Южной Австралии. Под управлением Южной Австралии в период с 1870 по 1872 годы была сооружена наземная телеграфная линия.
В 1883—1889 годах была построена железнодорожная линия между Дарвином и Пайн-Крик. В экономической системе преобладало разведение крупного рогатого скота и добыча полезных ископаемых. К 1911 году поголовье скота насчитывало 513 тысяч голов. Ферма Виктория-Ривер-Даунс в то время считалось крупнейшим животноводческим хозяйством в мире (около 90 тыс. км² согласно Книге рекордов Гиннесса). Золото было обнаружено в 1872 году в Грув-Хилл, а также в Пайн-Крик, Брокс-Крик и Буррунди, а месторождение меди — в Дэйли-Ривер[уточнить].
1 января 1911 года, через десять лет после образования федерации, Северная территория была выделена из Южной Австралии и передана под управление Содружества.
На короткое время, с 1 февраля 1927 по 12 июня 1931 года Северная территория была разделена на Северную Австралию и Центральную Австралию по 20-й параллели южной широты. В рамках Кимберлийского плана часть Северной территории рассматривалась как возможное место основания еврейского государства, получившего неофициальное название «Необетованная земля».
Во время Второй мировой войны большая часть территории находилась под управлением военных. Это было единственным случаем с момента образования Содружества, когда австралийский штат или территория находился под военным управлением. После окончания войны контроль над территорией был возвращён федеральному правительству.
Австралийские аборигены продолжали борьбу за свои права на справедливую оплату труда и владение землёй. Долгие годы ужас на белых наводила преступная группировка Немарлука. Важным событием в этой борьбе стала забастовка и марш племени гуринджи в посёлке Калкиринджи в 1966 году. Возглавляемое Гофом Уитлэмом федеральное правительство в феврале 1973 года образовало Королевскую комиссию Воуворда для исследования вопроса возможности предоставления земельных прав аборигенам Северной территории. В своём первом отчёте в июле 1973 года комиссия рекомендовала образовать Северный земельный совет и Центральный земельный совет, через которые аборигены могли бы высказать своё мнение. На основании отчёта комиссии был подготовлен проект Закона о земельных правах, однако правительство Уитлэма было отправлено в отставку ещё до рассмотрения этого закона.
В конечном итоге Закон о земельных правах аборигенов Северной территории 1976 года был проведен правительством Фрейзера 16 декабря 1976 года и вступил в силу в ближайший День Австралии (26 января 1977 года).
В 1978 году территория получила собственное правительство во главе с премьер-министром и Законодательную ассамблею. Художник Роберт Ингпен разработал для Северной территории флаг и герб.
В 1996 году Северная территория в течение непродолжительного времени была одним из немногих мест в мире, легализовавших добровольную эвтаназию, пока разрешавший это закон не был отменён федеральным парламентом. За этот период четыре человека покончили с жизнью, воспользовавшись услугами доктора Филиппа Ничке.

## Политическое устройство

### Парламент
Парламент Северной территории состоит из одной палаты, Законодательной ассамблеи, созданной в 1974 году и заменившей ранее действовавший Законодательный совет.
Законодательный совет являлся частично выборным органом. На первых выборах в 1947 году приняли участие 4 443 избирателя, все белые. Территория была разделена на пять избирательных округов.
Хотя объём полномочий, осуществляемых законодательной ассамблеей, аналогичен полномочиям парламентов штатов Австралии, они предоставлены парламенту территории не в силу конституции, а делегированы федеральным правительством. Королеву представляет Администратор Северной территории. Данная должность аналогична должности губернатора штата.

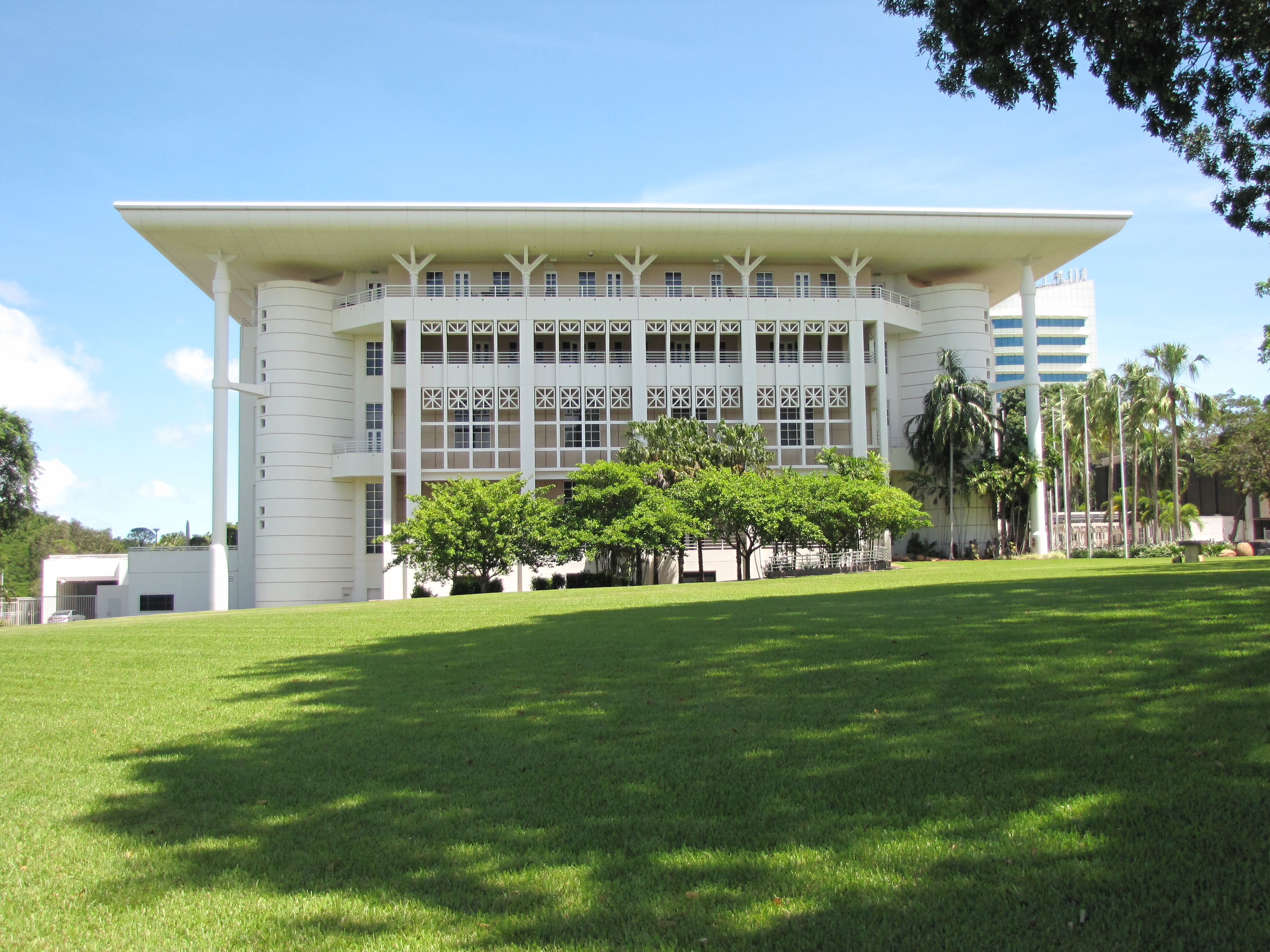
Здание Законодательной ассамблеи Северной территории в Дарвине

25 членов Законодательной ассамблеи избираются на четырёхлетний срок по одномандатным избирательным округам.
В течение ряда лет велась агитация за преобразование территории в полноценный штат. Проведённый в 1998 году референдум по данному вопросу принял отрицательное решение, что стало неожиданностью как для правительства территории, так и для федерального правительства, поскольку предварительные опросы показывали, что большинство населения поддерживает идею образования штата. Северной территории предлагалось три места в Сенате, по сравнению с 12, гарантированными каждому из остальных штатов (из-за разницы в численности населения равное представительство в Сенате означало бы, что один голос жителя Северной территории был бы равен более, чем 30 голосам жителей Виктории или Нового Южного Уэльса). Считается, что причиной отрицательного результата референдума, наряду с так называемым «высокомерным подходом» тогдашнего премьер-министра территории Шейна Стоуна, стало неприятие жителями территории такого предложения по представительству в Сенате, независимо от их отношения к самой идее преобразования в штат.

### Премьер-министр и кабинет
Премьер-министр Северной территории является главой правительства. Он назначается Администратором Северной территории, который в обычных обстоятельствах назначает на эту должность главу партии, имеющей большинство мест в Законодательной ассамблее.
В 1974-2001 правительство формировала Аграрная либеральная партия.
В 2001 к власти пришла Австралийская лейбористская партия, правительство возглавил Клэр Мартин. 26 ноября 2007 года правительство возглавил лейборист Пол Хендерсон.
До выборов в июне 2005 года лидером оппозиции был Дэнис Бюрк, глава Аграрной либеральной партии. После этого партия выбрала новым лидером оппозиции Терри Миллса. Затем некоторое время этот пост занимал Джоди Карней, а в январе 2008 года лидером оппозиции снова стал Терри Миллс.
На выборах 2012 Аграрная либеральная партия одержала победу и сформировала правительство Северной Территории во главе со своим лидером Терри Миллсом. В 2013 лидером партии избран Адам Джайлс, он также стал новым главой правительства.

### Администратор
Администратор Северной территории назначается на должность Генерал-губернатором. Представляет кандидата на эту должность не правительство территории, а правительство Содружества, однако, по установленной практике, кандидат согласовывается с правительством территории. Нынешний Администратор Том Полинг принёс присягу 9 ноября 2007 года.

### Федеральное представительство
Северная территория представлена в Парламенте Австралии двумя членами Палаты представителей и двумя членами Сената.

## Административное деление
Северная территория разделена на 17 районов местного самоуправления, включая 11 графств и 5 муниципалитетов. Парламент Северной территории делегировал местным советам такие функции, как городское планирование, дорожная инфраструктура и уборка мусора. Бюджеты местных советов в основном формируются за счёт налога на имущество и правительственных грантов.

### Земельные советы аборигенов
Земельные советы аборигенов Северной территории являются районами самоуправления аборигенов.

## Население

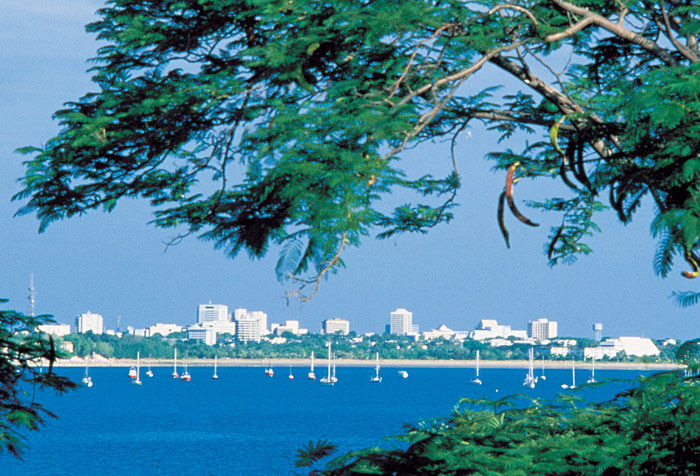
Вид на Дарвин с Ист-Пойнт

Численность населения Северной территории в 2010 году составляла 229 675 человек, или 0,8 % от всего населения Австралии. Рост населения по сравнению с 2009 годом составил 1,9 %, что является наименьшим показателем среди всех штатов и территорий Австралии.
Население Северной территории самое молодое в Австралии с наиболее высокой долей людей в возрасте до 15 лет и самой низкой долей людей старше 65 лет. Средний возраст жителей Северной территории 30,3 года, что почти на 6 лет меньше этого показателя в целом по Австралии.
Население Северной территории составляют представители более, чем 100 национальностей. Интересы различных этнических групп представляют более 50 организаций.
Австралийские аборигены составляют 32,5 % населения Северной территории, им принадлежит порядка 49 % земли. Ожидаемая продолжительность жизни аборигенов значительно ниже других жителей Северной территории, что характерно и для Австралии в целом (примерно на 11 лет). Аборигенские сообщества имеются во многих местах территории, крупнейшие из них Бижанжажара около Улуру, Аранда около Алис-Спрингс, Лурижа между двумя предыдущими, Валпири далее к северу и Йолну в восточной части полуострова Арнем-Ленд.
По данным переписи 2006 года 13,8 % населения родились за пределами Австралии. 2,6 % прибыли из Англии, 1,7 % — из Новой Зеландии, 1,0 % — из Филиппин, 0,6 % — из США и 0,5 % — из Восточного Тимора.
Более 54 % населения территории проживает в Дарвине (с пригородами и близлежащем Палмерстоном — 120 900 человек). Менее половины населения проживает в сельской местности.

### Религия
53,6 % территорианцев относят себя к христианам. Католики составляют крупнейшую религиозную группу (20,3 % населения территории), далее следуют англикане (12,7 %), Объединённая Церковь Австралии (7 %) и лютеране (3,6 %). Среди нехристианских религий наиболее популярны буддизм (1,4 %), ислам (0,5 %) и индуизм (0,2 %). Около 21,9 % жителей территории не причисляют себя к какой-либо религиозной группе.

## Культура, образование

### Образование

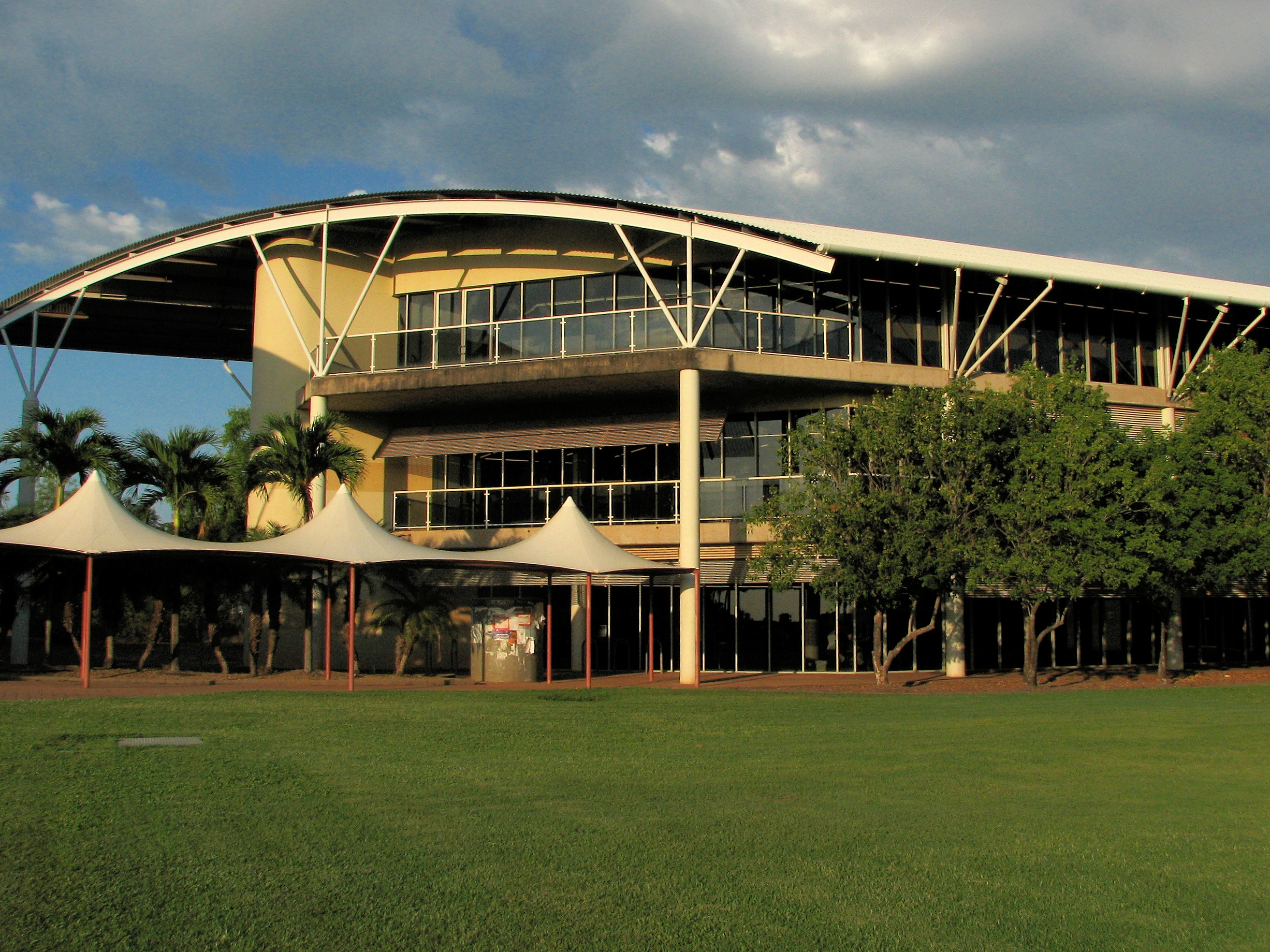
Кампус Университета Чарльза Дарвина

#### Начальное и среднее образование
Школьное образование в Северной территории включает 6 лет обучения в начальной школе, 3 года в средней школе и 3 года в старшей школе. Дети обычно поступают в школу в возрасте 5 лет. По окончании школы ученики получают Сертификат Северной территории об образовании. Также учащиеся получают рейтинг, определяющий возможность поступления в высшие учебные заведения. По программе международного бакалавриата работает только одна школа — Колледж Кормилда.